# 韋孝寛

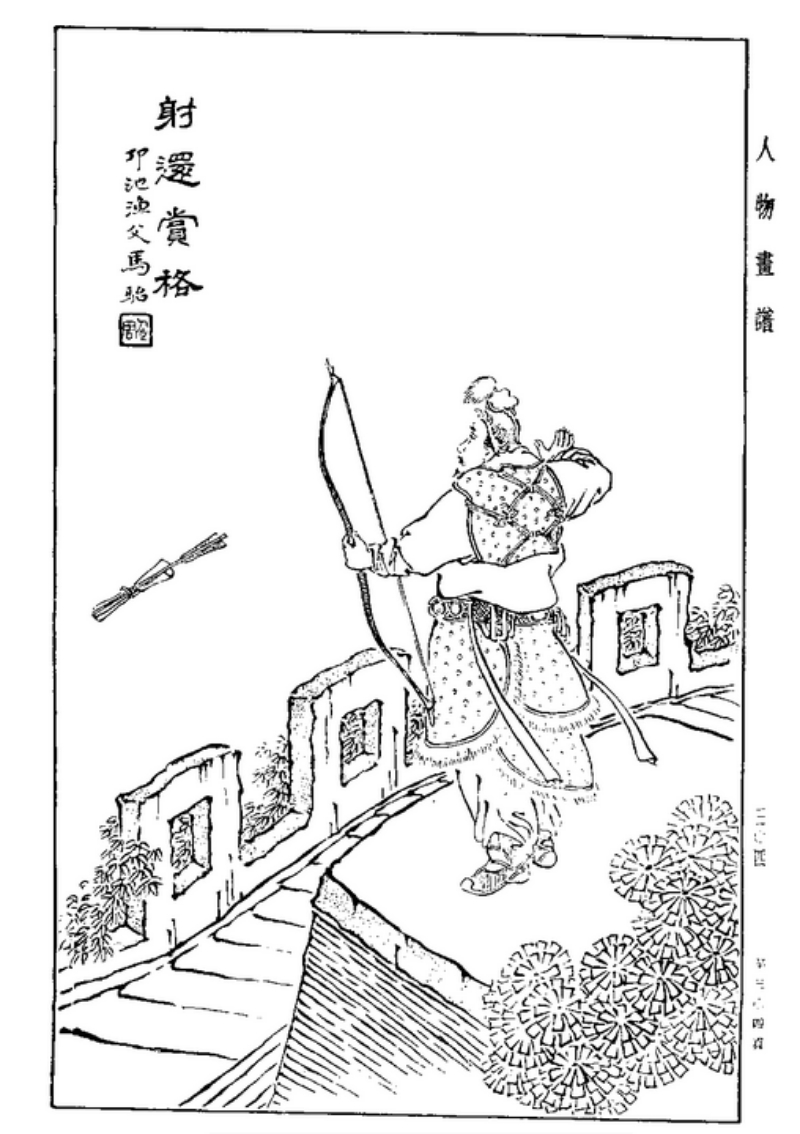
韋孝寛

韋 孝寛（い こうかん、509年 - 580年12月19日）は、北魏末から北周にかけての軍人。名は叔裕。孝寛は字であり、字をもって通称される。本貫は京兆郡杜陵県。

## 経歴
北魏の南豳州刺史の韋旭の子として生まれた。弱冠にして蕭宝寅に属した。527年（孝昌3年）、蕭宝寅が関右で反乱を起こすと、孝寛は朝廷側について、軍の先鋒に志願し、統軍に任じられた。長孫稚の西征に従い、戦功を挙げて、国子博士・行華山郡事となった。楊侃が大都督として潼関に駐屯すると、孝寛はその下で司馬として召し出された。楊侃にその才能を認められて、その娘を妻に迎えた。永安年間、宣威将軍・給事中に任じられた。まもなく山北県男の爵位を受けた。普泰年間、荊州刺史源子恭の下で都督となり、襄城に駐屯した。功績により、析陽郡太守に任じられた。この頃、新野郡太守であった独孤信と友情を結び、荊州において「連璧」と称された。
534年（永熙3年）、宇文泰が原州から雍州に向かうと、孝寛はその下で従軍した。535年（大統元年）、潼関で東魏軍を破り、弘農郡太守に任じられた。537年（大統3年）、竇泰を破り、左丞を兼ね、宜陽の軍事を統制した。洛陽を占領すると、孝寛は独孤信とともに洛陽城に入った。東魏の潁州長史の賀若統らが西魏に降ると、孝寛は宇文貴や怡峯らとともに応接にあたり、攻撃をかけてきた東魏の任祥・堯雄らの軍を潁川で撃退した。孝寛は平楽口に進み、東魏の豫州を下し、刺史の馮邕を捕らえた。
538年（大統4年）、河橋・邙山の戦いに従軍した。西魏が洛陽を失陥すると、孝寛は大将軍・行宜陽郡事となり、秩序の回復を図った。まもなく南兗州刺史に転じた。
この年、東魏の段琛・堯傑が再び宜陽を占拠し、東魏の陽州刺史の牛道恒が国境地帯の住民を扇動していた。そこで孝寛は諜者を派遣して牛道恒の筆跡を入手し、牛道恒と孝寛が書状をやりとりしていたように偽作して、段琛の手に渡るよう手筈した。このため段琛は牛道恒を疑うようになり、離間策の効果を見た孝寛は奇襲をかけて、牛道恒と段琛を捕らえた。
539年（大統5年）、爵位を侯に進めた。542年（大統8年）、晋州刺史に転じた。まもなく玉壁に移鎮し、摂南汾州事を兼ねた。西魏の統治に反抗していた山胡の帰順を図り、大都督に進んだ。
546年（大統12年）、東魏の高歓が西征の軍を発し、玉壁を攻撃した。玉壁の包囲は50日間に及んだが、孝寛の防戦の功は目覚ましく、高歓の軍を撤退に追いこんだ（玉壁の戦い）。孝寛は驃騎大将軍・開府儀同三司の位を受け、爵位を建忠郡公に進めた。553年（廃帝2年）、雍州刺史となった。道の1里ごとの路側に1本の槐の木を植える事業をおこない、旅人が休息するための日陰を作った。
554年（恭帝元年）、大将軍として燕国公于謹とともに南朝梁の江陵を攻撃した。江陵を陥落させると、功績により穣県公に封じられた。長安に凱旋すると、尚書右僕射に任じられ、宇文氏の姓を賜った。556年（恭帝3年）、宇文泰が北巡すると、孝寛はその命を受けて再び玉壁に駐屯した。557年（孝閔帝元年）、北周の孝閔帝が即位すると、孝寛は小司徒に任じられた。明帝初年、麟趾殿学士となり、図籍の校定にあたった。
561年（保定元年）、玉壁に勲州が置かれると、孝寛は勲州刺史に任じられた。563年（保定3年）、北斉の使者が玉壁を訪れて、互市を通じることを求めてきた。宇文護は長年のあいだ対峙してきた北斉が唐突に交易を求めてきたことに、別の理由があるものと疑った。また皇第四姑や宇文護の母の閻氏が北斉にいたことから、請和の際にはその身柄の返還を条件としたいと考えた。そこで宇文護は司門下大夫の尹公正を玉壁に送って、孝寛と協議させた。孝寛は玉壁の郊外に天幕を設置して、尹公正に使者を応接させ、北周の皇族を北斉が返還する気があるかを訊ねさせたところ、使者は前向きな態度であった。孝寛は東帰を望む汾州胡を北斉に送り、善隣を望む北周朝廷の親書を届けさせた。564年（保定4年）、北斉は皇姑と宇文護の母らの身柄を送ってきた。
ときに孝寛は北斉に間諜を入れて、北斉の動静を探らせていた。主帥の許盆という者がおり、孝寛が信頼して戍ひとつを守らせていたが、許盆が北斉につくと、孝寛は怒って、諜者を入れて許盆を捕らえさせ、斬首した。また孝寛は汾州の北で離石より南の生胡が居住する土地が北斉の勢力圏に入ることを懸念し、河西から役徒10万および甲士100人を動員して、開府の姚岳の監督の下で大城を築かせた。北斉はこの城を見て、大軍の集結を疑い、この地に手出しをしなくなった。閏月、孝寛は柱国の位に進んだ。ときに宇文護が東征を望んだ。孝寛は長史の辛道憲を派遣して反対論を述べたが、宇文護は聞き入れなかった。はたして北周の東征軍は北斉に敗れて帰還した。
569年（天和4年）、孔城が陥落し、宜陽が包囲を受けた。孝寛は宜陽をめぐって両国の紛争が続くことを懸念し、華谷と長秋に城を築いて、北斉の意図をくじこうとした。しかし宇文護が長史の叱羅協を派遣して反対したため、築城を断念した。570年（天和5年）、孝寛の爵位は鄖国公に進んだ。この年、北斉軍が宜陽の包囲を解き、汾水の北を攻略して、この地に築城した。北斉の丞相の斛律光が汾水の東にやってきて、孝寛と会見して応酬した。孝寛は参軍の曲巌に「百升は上天を飛び、明月は長安を照らす」という歌を作らせた。単位の1斛は100升であり、明月は斛律光の字であった。また「高山は推さずして自ら崩れ、槲樹は扶けずして自ら竪つ」と言わせた。北斉の国姓は高であった。これらの文は諜者を通じて北斉の都の鄴にもたらされた。祖珽らはこれらをさらに潤色して斛律光の謀反を言い立てた。571年（天和6年）、斛律光は北斉で処刑された。
建徳年間に入って、武帝は北斉を征服したいと望むようになった。そこで孝寛は3つの策を武帝に上疏した。武帝は孝寛の策を容れて、東征を決断した。576年（建徳5年）、武帝が東征の軍を発し、玉壁を通ると、孝寛は先鋒として戦うことを願い出たが、武帝は玉壁の要衝を守ることのできる者は孝寛以外にないとして、許さなかった。趙王宇文招が華谷を出て、北斉の汾州諸城を攻撃すると、孝寛は行軍総管となり、代わりに華谷の包囲陣を引き継いだ。孝寛は華谷の4城を落とした。武帝が晋州を平定すると、孝寛は帝の命令により玉壁に帰った。
577年（建徳6年）、武帝は凱旋の途中に玉壁に立ち寄った。武帝が「世間では老人に知恵が多いというが、朕は若者たちとともに、一挙に賊を平定したぞ。公はどのように思うか」と訊ねると、孝寛は「臣は今は衰耄して、ただ誠心あるのみです。しかし昔は少壮だったこともあり、かつて先朝に力を貸して、関右を定めたこともありました」と答えたので、武帝は大笑いした。孝寛は武帝に連れられて長安に入った。大司空に任じられ、延州総管として出された。578年（宣政元年）、位は上柱国に進んだ。
579年（大象元年）、都督徐兗等十一州十五鎮諸軍事・徐州総管に任じられた。行軍元帥となり、南朝陳を攻撃した。杞国公宇文亮に黄城を攻めさせ、郕国公梁士彦に広陵を攻めさせ、孝寛自身は寿陽を攻撃して、いずれも陥落させた。陳の刺史の呉文育が堰を決壊させて進軍を阻もうとしたが、孝寛はあらかじめ要所を押さえており、これを阻止できた。陳軍は敗走し、江北は平定された。
580年（大象2年）3月、孝寛が凱旋の途中、豫州まで来たとき、宇文亮が挙兵して、数百騎で孝寛の陣営を襲撃した。しかし宇文亮の圉官の茹寛が事前に反乱計画を密告していたため、孝寛は反乱への備えを用意していた。宇文亮は襲撃に失敗して逃走し、孝寛は追撃してこれを捕らえた。
5月、宣帝が死去し、楊堅が静帝の輔政の任につくと、尉遅迥が就いていた相州総管の任を孝寛に代わらせようとした。また小司徒の叱列長叉を相州刺史に任じて、先に鄴に赴かせていた。孝寛は続いて鄴に向かったが、朝歌にいたって尉遅迥の大都督である賀蘭貴の書状が届いた。孝寛は賀蘭貴の語から変事を察知し、病と称して進行を遅らせた。湯陰に入って、叱列長叉が逃げ帰るのに出くわし、孝寛の兄の子である魏郡太守の韋芸もまた郡を棄てて逃亡してきた。尉遅迥の反乱が明らかになると、孝寛も逃げ戻り、途中の橋を叩き壊し、駅馬を手に入れた。儀同の梁子康が数百騎を率いて孝寛を追ってきたが、駅司が時間稼ぎしてくれたおかげで、逃げ延びることができた。
6月、関中の兵を発し、孝寛が元帥として尉遅迥の乱を討つこととなった。7月、孝寛の軍は河陽に入り、尉遅迥の任じた儀同の薛公礼らが懐州を包囲していたが、孝寛は兵を派遣してこれを撃破した。懐県永橋城の東南に軍を進めた。ここの城は要衝にあり、尉遅迥の派遣した兵が守っていて、非常に堅固であった。官軍の諸将はここを攻め取るべく争って先鋒に志願したが、孝寛は攻め落とせなかったときのことを恐れて、軍を武陟に転じた。尉遅迥の子の尉遅惇を破り、敗走させた。軍を鄴の西門豹祠の南に進めた。尉遅迥が自ら出戦してくると、孝寛はまたこれを撃破した。尉遅迥は追いつめられて自殺し、反乱は平定された。10月、孝寛は長安に凱旋した。11月27日、長安の邸で死去した。享年は72。太傅・上柱国・都督懐衡黎相趙洺貝滄瀛魏冀十一州諸軍事・雍州牧の位を追贈された。諡は襄といった。

## 妻子

### 妻
- 弘農楊氏（楊侃の娘）
- 鄭毗羅（滎陽鄭氏の出身、賀蘭氏に改姓）
- 元幼娥（拓跋氏に改姓）

### 男子
- 韋那罹（早逝）
- 韋諶（字は奉忠、儀同大将軍・陵蓬二州刺史、穣県開国公）
- 韋摠（字は善会、開府・京兆尹、河南郡開国公）
- 韋寿（字は世齢、開府儀同大将軍・京兆尹、滑国公）
- 韋霽（字は開雲、開府儀同大将軍、安邑県開国伯）
- 韋津（字は悉達、儀同大将軍、武陽郡開国公）
- 韋無漏（永安県開国公）

### 女子
- 韋長英（皇甫道（皇甫績の父）にとついだ）

## 伝記資料
- 『周書』巻31 列伝第23
- 『北史』巻64 列伝第52
- 大周使持節太傅上柱国雍州牧鄖襄公之墓誌（韋孝寛墓誌）